# KDDI Designing Studio

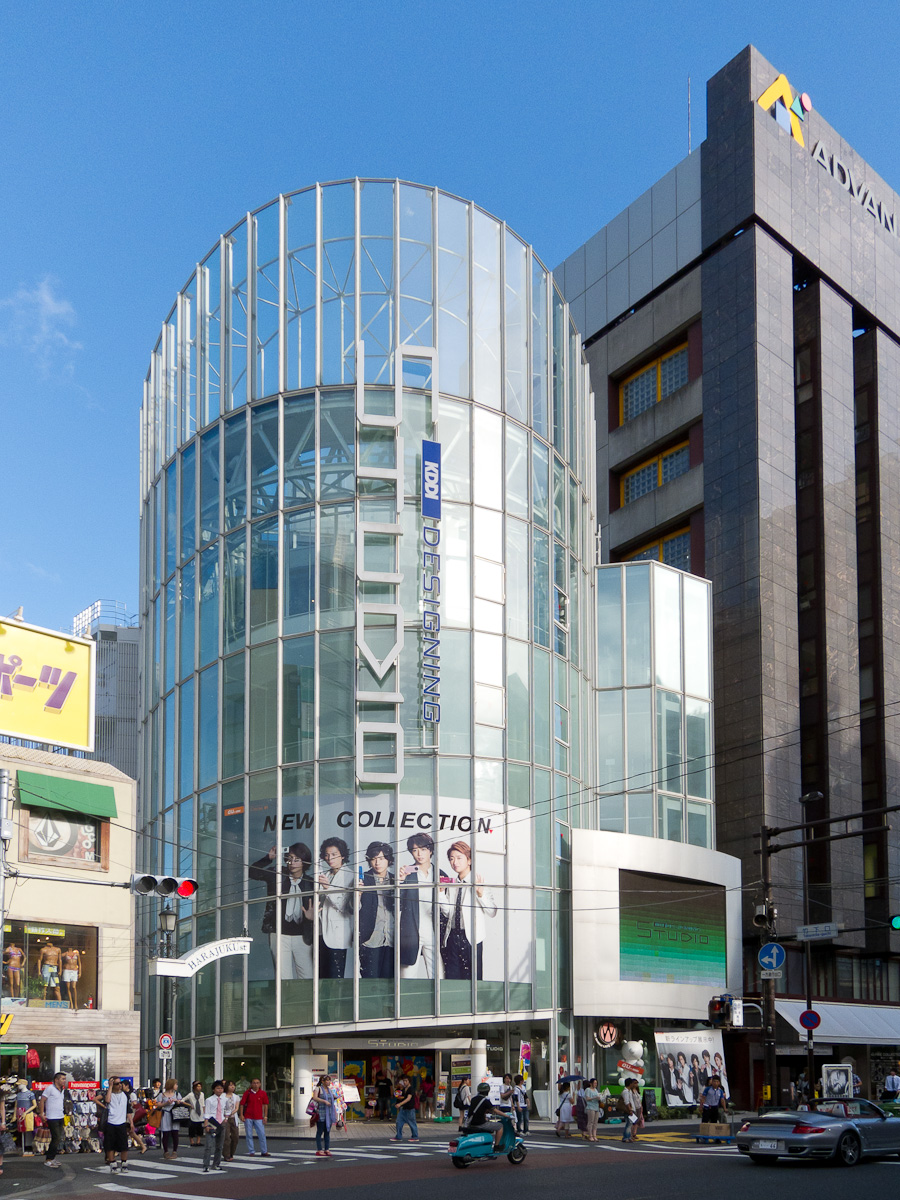
KDDI Designing Studio

LISMO-kun a LISMO Forestben

A KDDI Designing Studio (KDDI デザイニングスタジオ), vagy K Sta (Kスタ) a KDDI japán távközlési cég haradzsukui bemutatóterme volt.

## Áttekintés
A KDDI Designing Studiót 2005. március 4-én nyitották meg Haradzsukuban. A bemutatóterem nyolc perces sétára található a Haradzsuku állomás Takesita utcai kijáratától. A termet 2014. november 16-án bezárták.

## Galéria

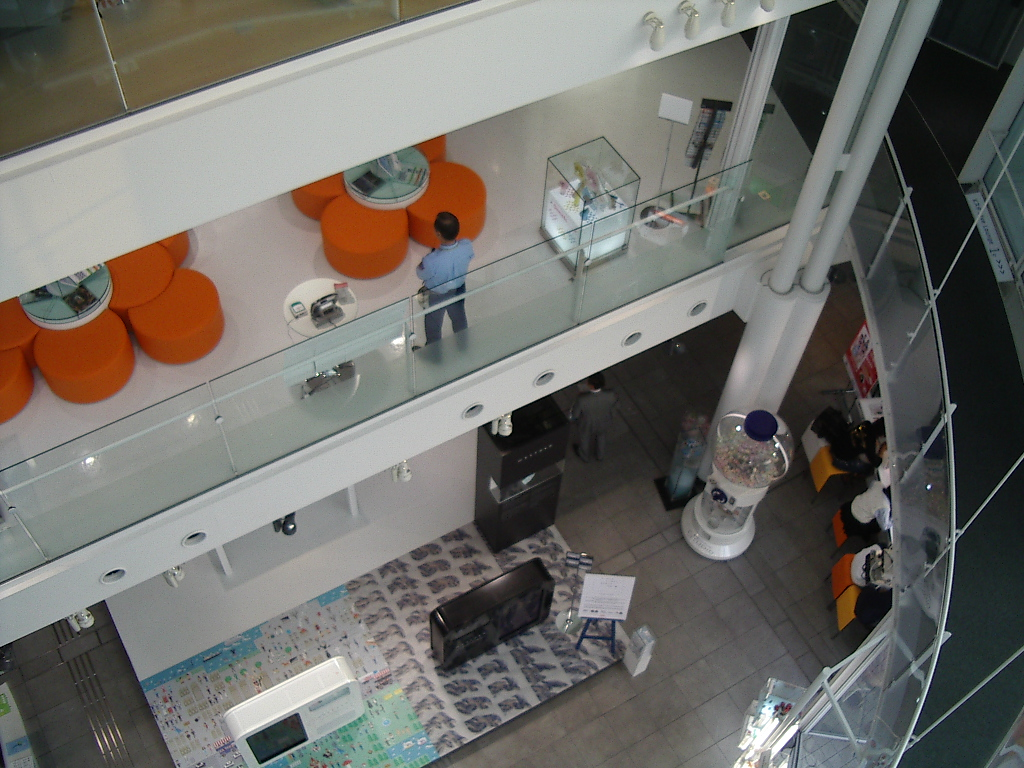
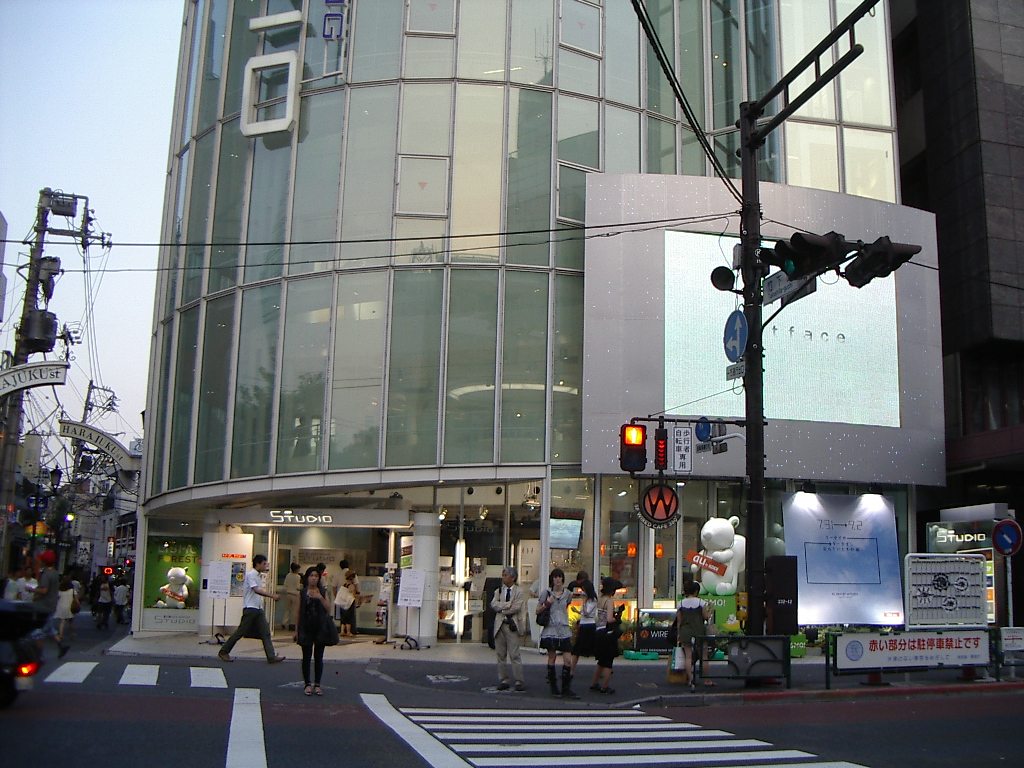

### Szintek
1. emelet: Loving Lounge
Társalgó ingyenes internetkapcsolattal, illetve a legújabb mobiltelefonmodellek videoreklámjaival. Alkalmanként népszerű zenei előadók is felléptek itt.
2. emelet: au Design Park
Ezen a szinten számos új mobiltelefonmodell volt kiállítva, amiket a látogatók ki is próbálhattak.
3. emelet: KDDI Creation Studio
Ezen a szinten a KDDI fejlesztői szoftverei voltak kiállítva, amiket a látogatók ki is próbálhattak.
4. emelet: LISMO Forest
LISMO-ajándéktárgy bolt. (2007. július 10-én nyitották meg)
5. emelet: Wired Cafe 360°
Átlagos internetkávézó.